# Popești (gmina w okręgu Bihor)
Popești – gmina w Rumunii, w okręgu Bihor. Obejmuje miejscowości Bistra, Budoi, Cuzap, Popești, Varviz, Vărzari i Voivozi. W 2011 roku liczyła 7362 mieszkańców.